# Ugine Gueugnon
Entre Morvan et Charollais, dans un méandre de l'Arroux, le marquis Jean Hector de Fay de La Tour-Maubourg, futur maréchal de France (1757), a créé en 1724 les premières forges et fonderies. Ces installations, les célèbres Forges de Gueugnon, allaient faire de Gueugnon, ville de 9 000 habitants, le « leader mondial de l’acier inoxydable » au XXe siècle. 
Le site de Gueugnon s'étend sur 34 hectares, dont 18 sont couverts. Il est délimité à l'est par une rivière, l'Arroux, source d’eau utilisée pour alimenter le site industriel.

## Site de Gueugnon
(décembre 2017).
Production d’acier inoxydable (produit plat) du groupe Arcelor Mittal.
Capacité de production : 350 000 t/an (200 000 tonnes au début des années 70). Objectif 2010 : 550 000 t/an + réduction de personnel.
Effectifs (en 2007) : 1 380 salariés.

## Technicité
Diversifiée dans ses fabrications, l’usine de Gueugnon est équipée pour traiter des produits plats en acier inoxydable ferritiques et austénitiques. À partir de bobines laminées à chaud dans les usines du groupe.
Gueugnon exécute le recuit décapage brut, le laminage à froid, le recuit-cuit final, le skin-pass ainsi que l'ensemble des opérations de finition déterminant les dimensions et l'aspect de surface des produits.

## Les principaux marchés du pôle spécialisés
- Ménager / Électroménager (44 %)
- Collectivités (26 %)
- Thermiques (12 %)
- Bâtiment (11 %)
- Automobile (7 %)

## Historique
- 1724 : création des premières forges de Gueugnon par le marquis Jean Hector de Fay de La Tour-Maubourg, inspecteur général de l’infanterie.
- 1845 : acquisition des forges par Pierre-Joseph Campionnet.
- 1846 : premier train de laminoir.
- 1917 : installation électrique pour tous les ateliers.
- 1955 : installation du premier laminoir à froid Sendzimir.
- 1962 : installation de la première ligne de recuit brillant.
- 1975 : mise en service du laminoir Sendzimir no 6, le plus puissant et le plus moderne, jamais construit dans le monde à ce jour.
- 1991 : création d'Ugine SA par fusion des sociétés Sacilor et Ugine ACG.
- 1992 : Ugine Savoie et Imphy deviennent des filiales d'Ugine SA.
- 1995 : fusion/absorption : la société Ugine devient la division Ugine du groupe Usinor-Sacilor.
- 1997 : changement de dénomination du groupe qui devient Usinor.
- 1999 : création d'unités opérationnelles : le site de Gueugnon intègre le P.P.I.E (pôle produits plats inox Europe) dans la société Ugine SA avec les sites d'Isbergues et de l’Ardoise.
- 2001 : projet de fusion des groupes Usinor Arbed et Aceralia.
- 2002 : naissance officielle du groupe Arcelor, Ugine devient Ugine & ALZ.
- 2006 : naissance du groupe ArcelorMittal né de la fusion de Arcelor et de Mittal Steel.

Depuis 2011, le site fait partie du groupe Aperam, créé à la suite de sa séparation d'ArcelorMittal.